# Joachim Lelewel

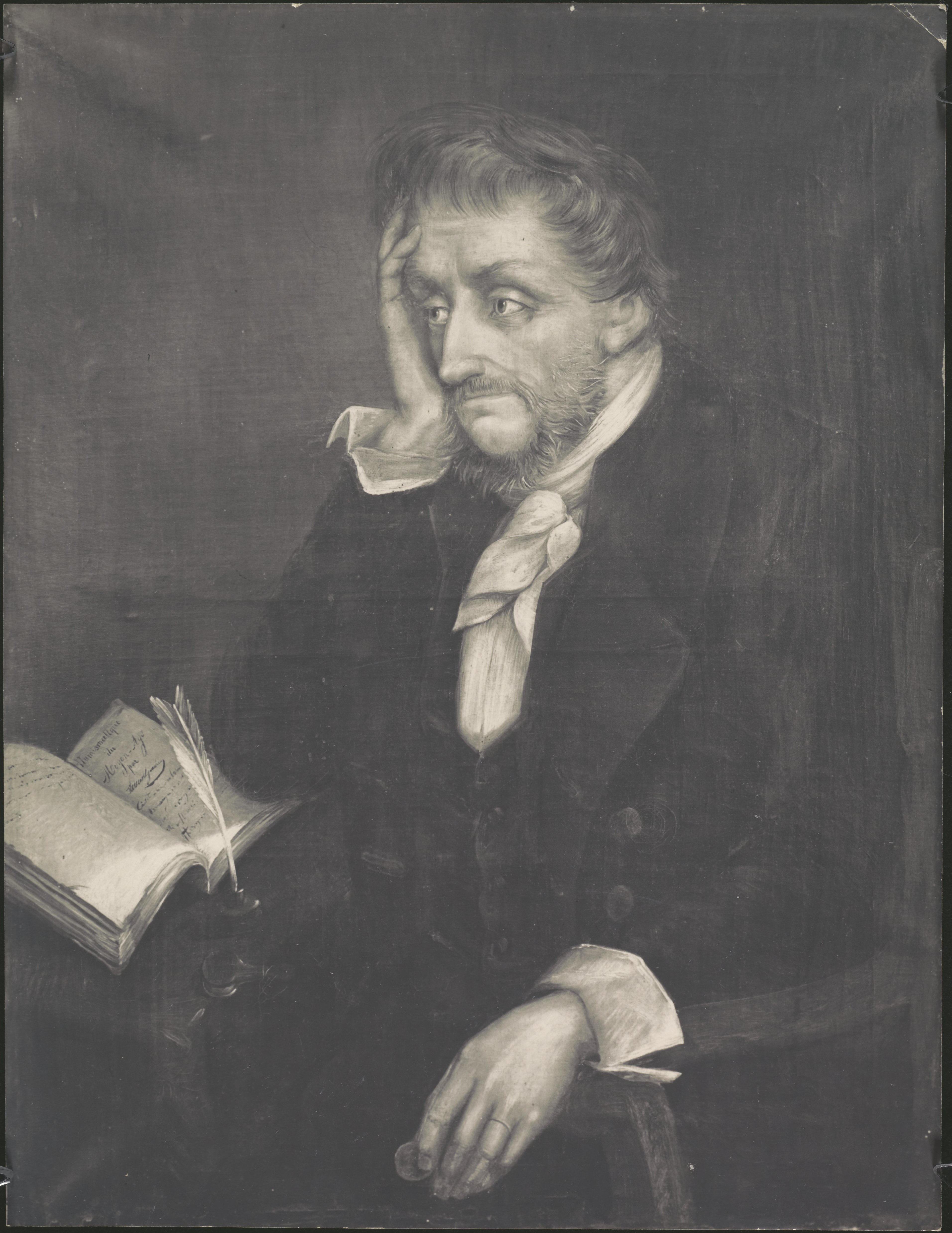
Portret Joachima Lelewela w wieku dojrzałym (fotografia rysunku)

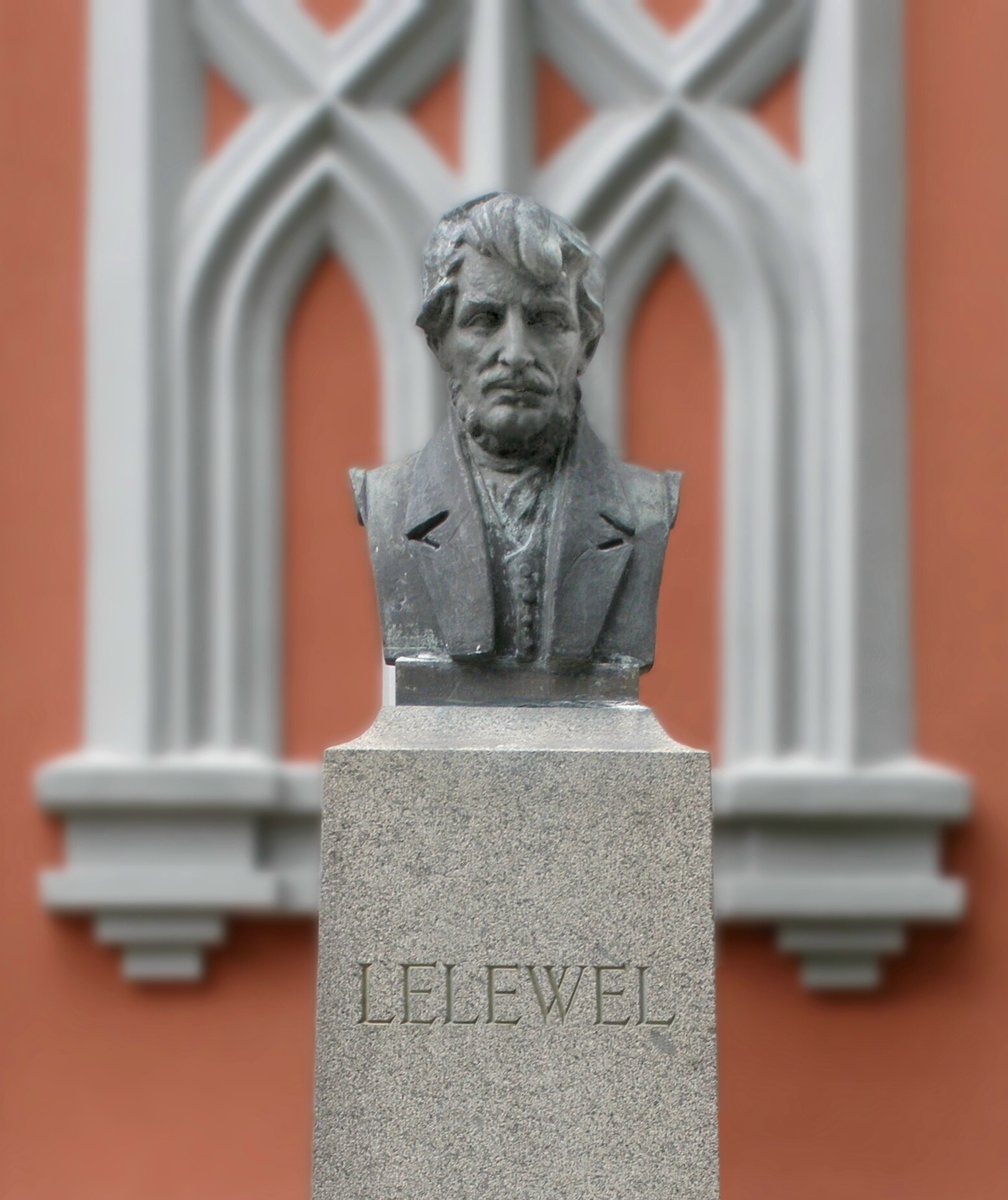
Grób Lelewela na cmentarzu Na Rossie w Wilnie (2010)

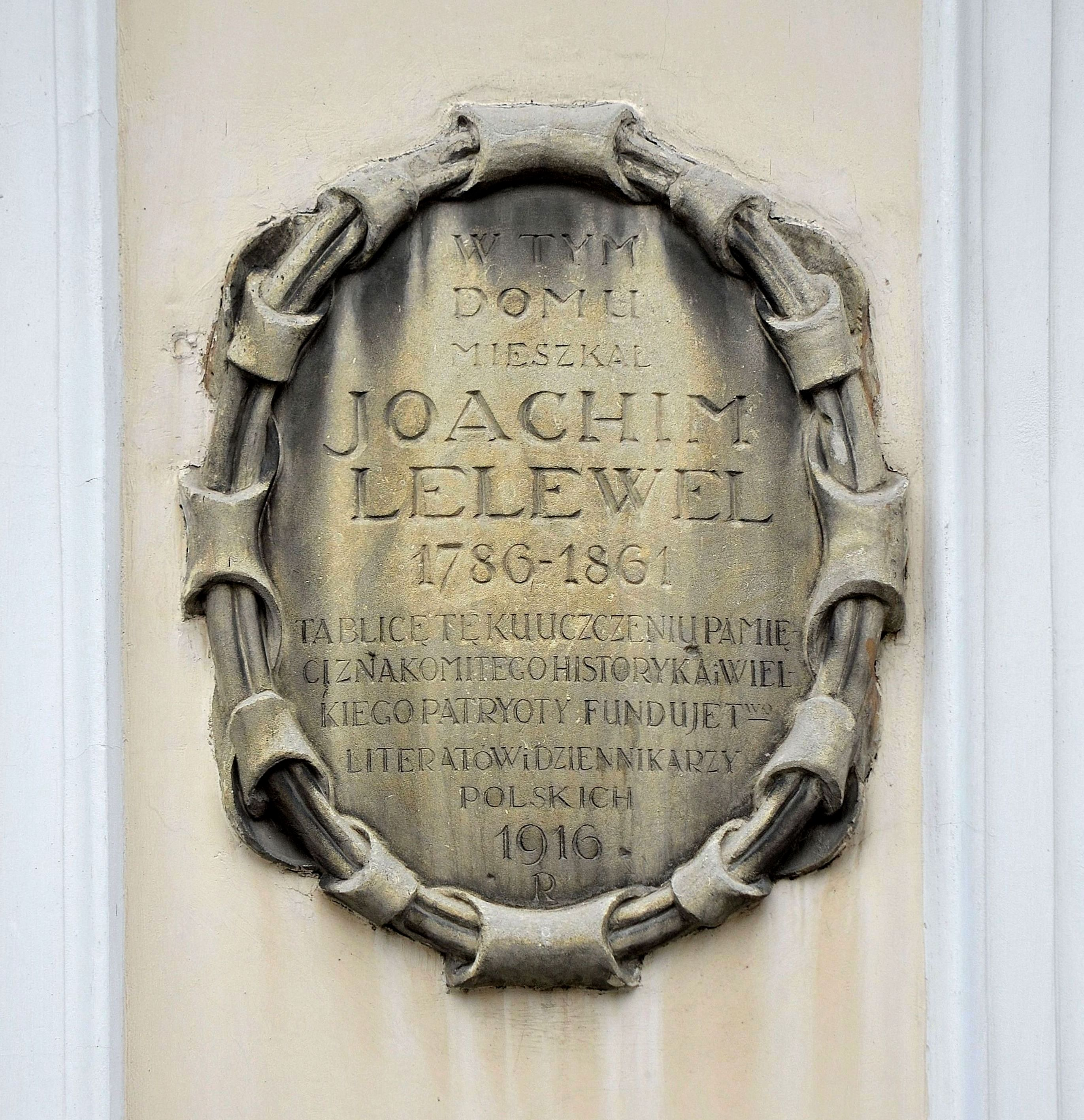
Tablica upamiętniająca Joachima Lelewela na Kamienicy Lelewelów (Dulfusowskiej) przy ul. Długiej 4 w Warszawie

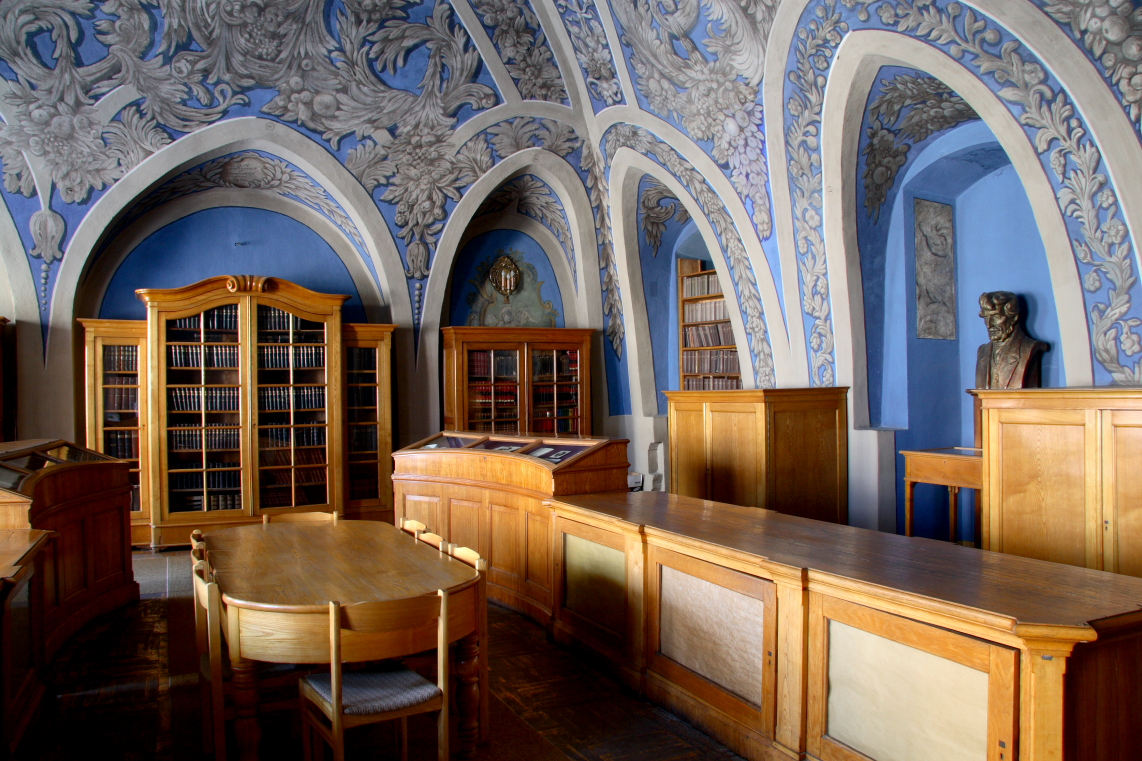
Sala Joachima Lelewela na Uniwersytecie Wileńskim (2009)

Sztandar Królestwa Polskiego z sali Sejmu, wywieziony po powstaniu listopadowym przez Joachima Lelewela

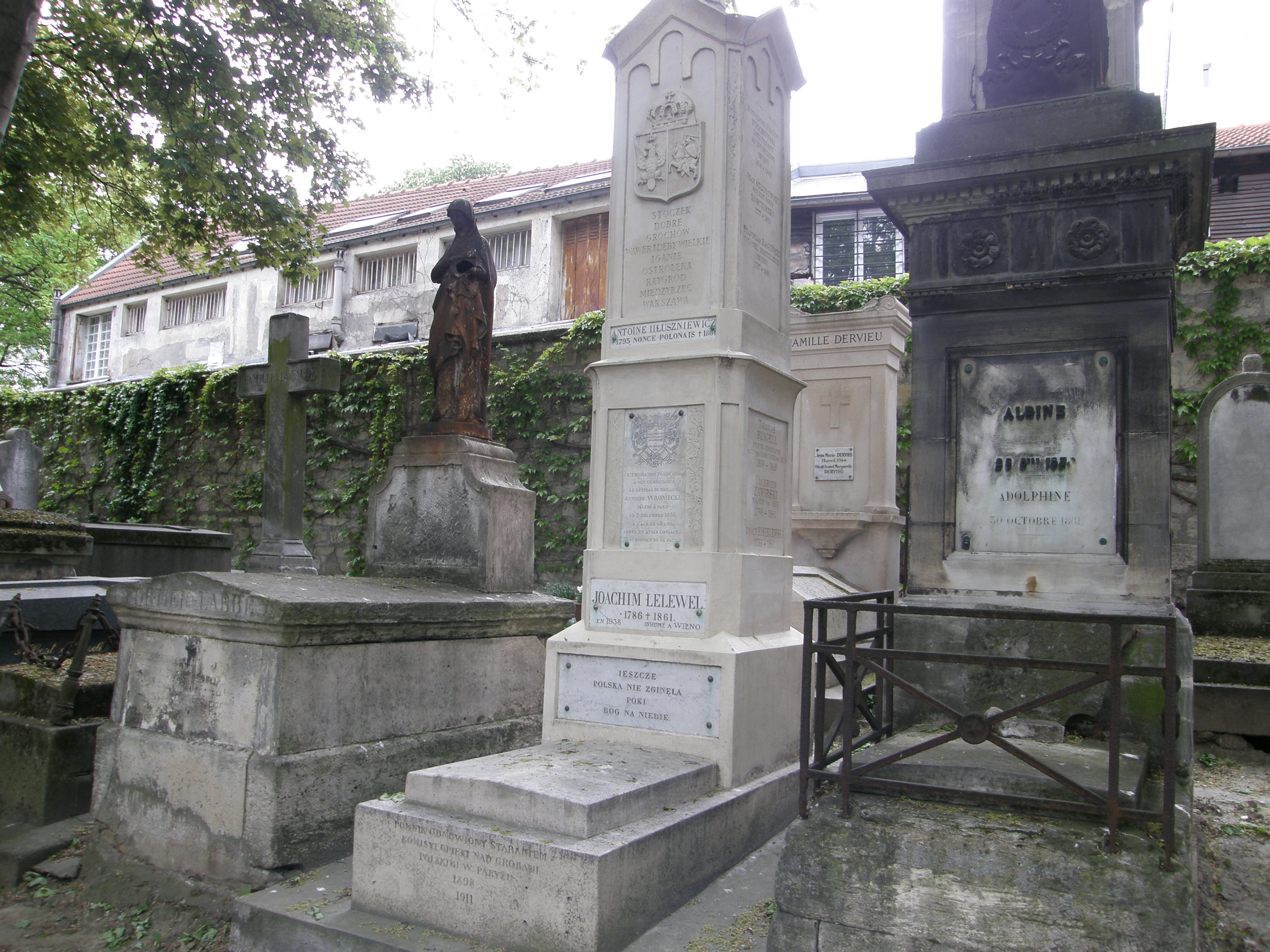
Pierwsze miejsce pochówku Joachima Lelewela na cmentarzu Montmartre w Paryżu

Joachim Lelewel (ur. 22 marca 1786 w Warszawie, zm. 29 maja 1861 w Paryżu) – polski historyk, bibliograf, slawista, numizmatyk, poliglota (znał 12 języków), heraldyk, działacz polityczny oraz wolnomularz. Idee Joachima Lelewela wywarły wpływ na kształtowanie się światopoglądu Edwarda Dembowskiego.

## Rodzina
Pochodził z rodziny szwedzkiej Loelhoeffel de Leowensprung, osiadłej w Prusach Wschodnich.
Jego dziadkiem był Henryk Loelhoeffel von Lowensprung, lekarz nadworny króla Augusta III. Ojciec Joachima, Karol Maurycy był prawnikiem i skarbnikiem Komisji Edukacji Narodowej (1778-1794), otrzymał polski indygenat (1775) ze zmianą nazwiska na Lelewel.
Braćmi Joachima byli Jan Paweł, inżynier i malarz, oraz Prot Adam, oficer napoleoński.

## Życiorys

### Profesor i poseł
Profesor Liceum Krzemienieckiego, Uniwersytetu Wileńskiego i Uniwersytetu Warszawskiego.
Członek czynny Towarzystwa Królewskiego Przyjaciół Nauk w Warszawie w 1829 roku.
Lelewel był również założycielem, w 1815 roku, Tygodnika Wileńskiego – czasopisma o charakterze naukowo-literackim, na łamach którego debiutował m.in. Adam Mickiewicz.
Poseł na sejm Królestwa Polskiego (1830).

### Powstanie listopadowe
Był prezesem założonego w trakcie powstania listopadowego Towarzystwa Patriotycznego (1/12/1830) – radykalnego odłamu obozu powstańczego, dążącego do wprowadzenia fundamentalnych reform społecznych. Jako najpopularniejszy przywódca kojarzony z lewicą rewolucyjną został w propagandzie reakcyjnych przeciwników okrzyknięty „Tygrysem Polskim”, choć w rzeczywistości zajmował stanowisko legalistyczne i bronił zachowawczej polityki Józefa Chłopickiego. Był członkiem kierowanej przez Adama Czartoryskiego Rady Administracyjnej (3/12-18/12/1830).
Poseł na sejm powstańczy (18/12) z powiatu żelechowskiego, przewodniczący sejmowej Komisji Praw Organicznych i Administracyjnych.
Przypisuje mu się zorganizowanie demonstracji patriotycznej 25 stycznia 1831, ku czci dekabrystów. Jako poseł z powiatu żelechowskiego województwa podlaskiego na sejm powstańczy podpisał 25 stycznia 1831 akt detronizacji Mikołaja I Romanowa. Jest prawdopodobnie autorem hasła Za wolność naszą i waszą, które widniało na sztandarach powstańczych.
Był członkiem Rządu Narodowego Królestwa Polskiego (od 29 stycznia do 5 października 1831).
5 października 1831 wraz z oddziałami powstańczymi pod dowództwem ostatniego wodza naczelnego powstania gen. dyw. Macieja Rybińskiego przekroczył granicę Królestwa Polskiego i Prus w okolicach wsi Jastrzębie, gdzie ogłoszono kapitulację i złożono broń. Wraz z armią na emigrację udały się też władze powstańcze z ostatnim prezesem Rządu Narodowego Bonawenturą Niemojowskim, członkowie sejmu, liczni politycy oraz znani poeci porucznik Wincenty Pol i Seweryn Goszczyński. Odchodząc na obczyznę oświadczyli, że nie zrezygnują z podjętego celu. Po przekroczeniu granicy pruskiej na rzece Pissie wraz z żołnierzami armii polskiej został internowany w obozie nad Drwęcą w okolicach zabudowań klasztoru franciszkanów w Brodnicy.
Podczas powstania listopadowego została mu przekazana dokumentacja z kancelarii Pawła Monrenheima, kierownika kancelarii dyplomatycznej Królestwa Polskiego. Zgodnie z ustaleniami historyków, odpowiada za zniszczenie części z 30 kartonów poufnej korespondencji dyplomatycznej. Pobudki, jakimi się kierował, pozostają nieznane.

### Emigracja
Po upadku powstania emigrował z kraju. Był członkiem sejmu powstańczego na emigracji. Był członkiem Towarzystwa Litewskiego i Ziem Ruskich w Paryżu w 1832 roku. Na emigracji był działaczem, a po kilku latach przywódcą Młodej Polski, założonej w szwajcarskim Bernie 12 maja 1834 przez Feliksa Nowosielskiego, Stolzmana, F. Gordaszewskiego, K. Zaleskiego i J. Dybowskiego półtajnej organizacji o charakterze demokratyczno-republikańskim, związanej z Młodą Europą Giuseppe Mazziniego. W 1834 roku zaocznie skazany przez władze rosyjskie na powieszenie za udział w powstaniu listopadowym. W 1837 założył i kierował Zjednoczeniem Emigracji Polskiej, które dążyło do politycznego zjednoczenia całej polskiej emigracji (nie mylić ze Zjednoczeniem Emigracji Polskiej powstałym w Paryżu w 1866 roku).
Politycznie był zwolennikiem ustroju republikańskiego.
Zainicjowana przez niego tzw. szkoła lelewelowska (badająca procesy historyczne w ich całości) miała istotny wpływ na rozwój polskiej historiografii. W latach 1842–1852 w Poznaniu na podstawie jego prac historycznych powstały Starożytności Polskie, pierwsza polska encyklopedia historyczna napisana przez przedstawicieli tej szkoły: Jędrzeja Moraczewskiego, Emila Kierskiego, Antoniego Poplińskiego, Jana Konstantego Żupańskiego  .
Był członkiem honorowym Poznańskiego Towarzystwa Przyjaciół Nauk. W 1847 roku wybrano go na wiceprezesa Międzynarodowego Towarzystwa Demokratycznego. Na bankiecie założycielskim Towarzystwa we wrześniu tego roku Lelewel spotkał Karola Marksa, z którym nawiązał przyjacielską relację i zaangażował w działalność dla sprawy niepodległości Polski.
26 maja 1861 ciężko chory przewieziony został przez przyjaciół z Brukseli do prywatnej kliniki w Paryżu. Próba ratowania jego zdrowia nie powiodła się i trzy dni później Lelewel zmarł. Po uroczystym nabożeństwie został pochowany na cmentarzu Montmartre.
W 1929 r., w związku z 350. rocznicą założenia Uniwersytetu Wileńskiego, z którym Lelewel był związany, jego prochy zostały sprowadzone do Wilna i złożone na cmentarzu Na Rossie.
Pomysłodawca odznaczenia w randze orderu „Gwiazda Wytrwałości”.

## Genealogia
| 4. Henryk Loelhoeffel von Lowensprung               |  |                                      |  |  |                    |
|                                                     |  | 2. Karol Maurycy Lelewel             |  |  |                    |
| 5. Konstancja von Jauch                             |  |                                      |  |  |                    |
|                                                     |  |                                      |  |  | 1. Joachim Lelewel |
| 6. Franciszek Ignacy Szeluta-Małynicki h. Kalwaria  |  |                                      |  |  |                    |
|                                                     |  | 3. Ewa Szeluta-Małynicka h. Kalwaria |  |  |                    |
| 7. Antonina Cieciszowska z Cieciszewa h. Pierzchała |  |                                      |  |  |                    |
|                                                     |  |                                      |  |  |                    |

- Kręgi rodzinne niektórych osób z Polskiego Słownika Biograficznego

## Joachim Lelewel w filmie
Postać Joachima Lelewela występuje w filmie Młodość Chopina (1951) w reżyserii Aleksandra Forda. W rolę historyka wcielił się Tadeusz Białoszczyński.

## Twórczość
- Edda, czyli Księga religii dawnych Skandynawii mięszkańców (1807)
- Rzut oka na dawność litewskich narodów i związki ich z Herulami (1808)
- Uwagi nad Mateuszem herbu Cholewa polskim XII wieku dzieiopisem, a w sczególności nad pierwszą dzieiów iego xięgą (1811)
- Historyka tudzież o łatwem i pozytecznem nauczaniu historyi (1815)
- Joachima Lelewela badania starożytności we względzie geografji: część naukowa (1818)
- Dodatek do Teodora Wagi Historyi książąt i królów polskich: panowanie Stanislawa Augusta (1819)
- Vincent Kadłubek: Ein historisch-kritischer Beytrag zur slavischen Literatur [Wincenty Kadłubek: Historyczno-krytyczny przyczynek do dziejów literatury słowiańskiej] (1822). Wspólnie z Józefem Maksymilianem Ossolińskim i Samuelem Gottliebem Linde.
- Joachima Lelewela bibljograficznych ksiąg dwoje – Tom 1 (1823) Tom 2 (1826)
- Edda: to jest Księga religii dawnych Skandynawii mieszkańców (1828)
- Dzieje bibliotek do Dziennika Warszawskiego (1828)
- Dzieje Polski Joachim Lelewel potocznym sposobem opowiedział, do nich dwanaście krajobrazów skreślił (1829)
- Początkowe prawodawstwa polskie cywilne i kryminalne do czasów jagiellońskich (1829)
- Tableau de la Pologne ancienne et moderne: sous les rapports géographiques, statistiques... (1830). Wspólnie z Conradem Malte-Brun, Leonardem Chodźko i Michałem Podczaszyńskim.
- Essai historique sur la législation polonaise civile et criminelle, jusqu’au temps des Jagellons, depuis 930 jusqu’en 1430 [Esej historyczny o polskim prawodawstwie cywilnym i kryminalnym do czasów jagiellońskich, od roku 930 do 1430] (1830)
- Panowanie króla polskiego Stanisława Augusta Poniatowskiego: obejmującé trzydziestoletnie usilności narodu podźwignienia się, ocalénia bytu i niepodległości (1831)
- Historyczna parallela Hiszpanii z Polską w XVI, XVII, XVIII wieku (1831)
- Śpiewy historyczne Niemcewicza: z uwagami Lelewela (1835). Uwagi do dzieła Juliana Ursyna Niemcewicza.
- Numismatique du Moyen-Age considérée sous le Rapport du Type (1835). Wspólnie z Józefem Straszewiczem.
- Polska odradzająca się, czyli dzieje polskie od roku 1795 potocznie opowiedziane (1836)
- Pythéas de Marseille et la géographie de son temps [Pyteasz z Marsylii i geografia jego czasów] (1836)
- Joachim Lelewel’s kleinere Schriften geographisch-historischen Inhalts [Drobne pisma Joachima Lelewela o tematyce geograficzno-historycznej] (1836)
- Joachima Lelewela porównanie dwu powstań narodu polskiego 1794 i 1830-1831 (1840)
- Études numismatiques et archéologiques [Studia numizmatyczne i archeologiczne]. Tom 1 Bruxelles (1841) Tom 2 Bruxelles (1840)
- Type gaulois ou celtique: atlas (1841)
- Gilbert de Lannoy i jego podróże (1844)
- Histoire de Pologne [Historia Polski] Tom 1 (1844) Tom 2 (1844) Atlas (1844)
- Dzieje Litwy i Rusi aż do unii z Polską w Lublinie 1569 zawartej (1844)
- La Pologne au moyen âge [Polska w średniowieczu], 3 tomy. Poznań (1846)
- Stracone obywatelstwo stanu kmiecego w Polsce (1846)
- Polska wieków średnich, czyli Joachima Lelewela w dziejach narodowych polskich postrzeżenia Tom wstępny (1853) Tom 1 (1855) Tom 2 (1847) Tom 3 (1851) Tom 4 (1851)
- Géographie du moyen âge [Geografia średniowieczna] Tome I (1852) Tome II (1852) Tomes III et IV (1852) épilogue (1852)
- Géographie des Arabes [Geografia Arabów] Paris (1851)
- Notice historique sur Benjamin de Tudèle [Nota historyczna o Beniaminie z Tudeli] (1852). Wspólnie z Eliakimem Carmoly.
- Épilogue de la géographie du moyen âge (1857)
- Cześć bałwochwalcza Sławian i Polski (1857)
- Lotniki piśmiennictwa tułaczki polskiej (1859)
- Geografja. Opisanie krajów polskich (1859)
- O monetach błaznów i niewiniątek z powodu dzieła Rigollota kilka słów Joachima Lelewela (1860)
- Trzy konstytucje polskie. 1791, 1807, 1815. Poznań (1861)
- Histoire de la Lithuanie et de la Ruthénie jusqu’a leur union définitive avec la Pologne conclue a Lublin en 1569 [Historia Litwy i Rusi do czasu ich unii z Polską zawartej w Lublinie w 1569 roku] (1861)
- Nauki dające poznać zrzódła historyczne (1863)
- Historya Polska do końca panowania Stefana Batorego: dzieło pośmiertne. pbc.biaman.pl. [zarchiwizowane z tego adresu (2011-09-16)]. (1863)
- Dzieje Polski które stryj synowcom swoim opowiedział (1863)
- Dzieje bibliotek (1868)
- Pamiętnik z roku 1830-31 (1924)
- Listy emigracyjne Joachima Lelewela. Wydała i wstępem poprzedziła Helena Więckowska. (Pięć tomów). Tom I (1831-1835) wydany w 1948 i tom II (1836-1841) w 1949 oraz tom III (1842-1848) wyd. w 1952 w Krakowie przez Polską Akademię Umiejętności. Tom IV (1849-1861) wyd. w 1954 i tom V (1831-1860), wyd. w 1956 jako dodatek przez Ossolineum we Wrocławiu i w Krakowie oraz Indeks Ogólny do 5 tomów.